# Линд, Юха
Ю́ха Пе́ттери Ли́нд (фин. Juha Petteri Lind; род. 2 января 1974, Хельсинки, Финляндия) — финский хоккеист, игравший на позиции левого нападающего. Значительную часть карьеры провёл в финском «Йокерите», в НХЛ известен по выступлениям за клубы «Даллас Старз» и «Монреаль Канадиенс». Сын телеведущего Арви Линда.

## Достижения

### Клубные
- Чемпион Финляндии: 1994, 1996, 1997 ( Йокерит)
- Вице-чемпион Финляндии: 1995, 2005 ( Йокерит)
- Чемпион Австрии: 2007 ( Ред Булл Зальцбург)
- Обладатель Кубка Европы: 1995, 1996 ( Йокерит)
- Бронзовый призёр Кубка Европы: 1993 ( Йокерит)
- Лучший новичок СМ-Лиги: 1994

### В сборной
- Бронзовый призёр Олимпийских игр: 1998
- Серебряный призёр чемпионата мира: 1999, 2001
- Бронзовый призёр чемпионата мира: 2000